# مناخ مداري

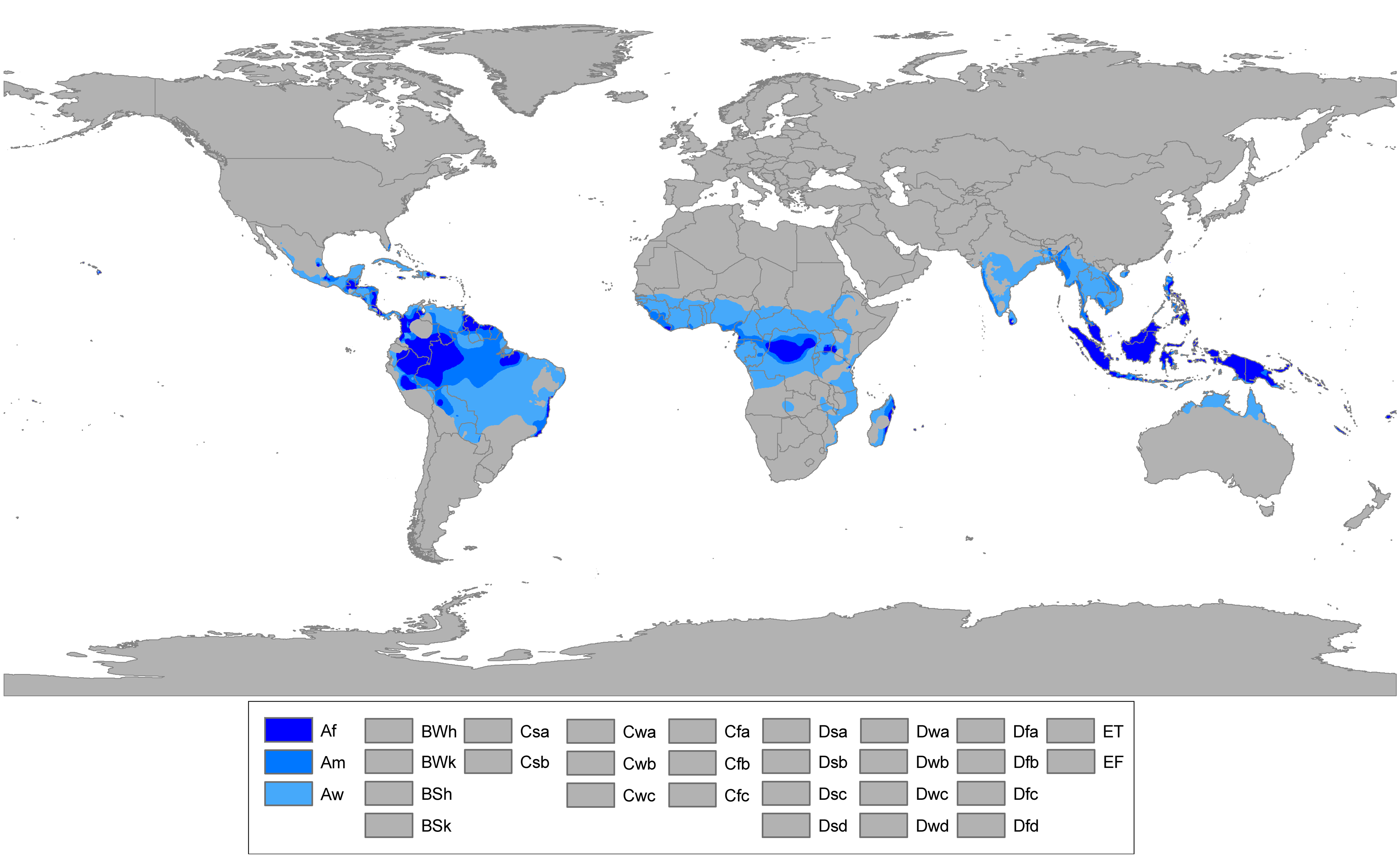
مواقع تصنيفات المناخ المداري، مع أنواعه:
مناخ مداري ممطر
مناخ مداري موسمي
مناخ مداري قاري

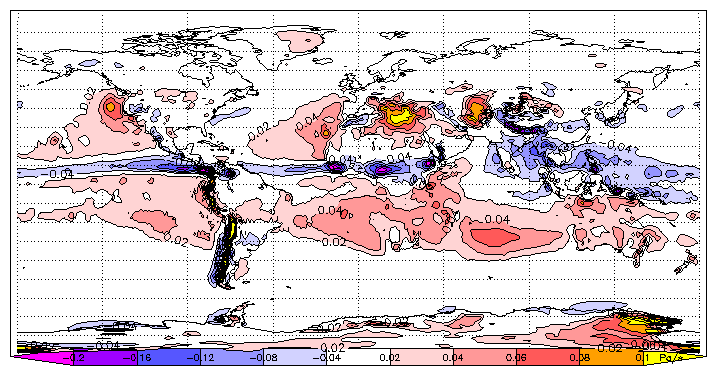
نطاق التقارب بين المدارين ويظهر الضغط المنخفض على طول خط الإستواء، حيث تمثل الخريطة أنواع الضغط الجوي خلال شهر يوليو.

المناخ المداري أو المناخ المِقْلَابي حسب تصنيف كوبن للمناخ هو مناخ غير قاحل، حيث درجات الحرارة أعلى من 18°م على مدار السنة. في المناخات المدارية، هناك فصلين فقط، فصل جاف وفصل ممطر. لا توجد مظاهر البرودة أو الثلج في هذه المناطق، وتغير زاوية الشمس فيها ضعيف. في هذه المناطق غالبا ما تبقى درجات الحرارة مستقرة (حارة) على طول السنة.

## أنواع المناخ المداري
داخل مناطق المناخ المداري يمكن ملاحظة عدة أنواع منه على أساس التساقطات المطرية:

### المناخ المداري الممطر
في المناخ المداري الممطر (Af) كل شهر من الشهور يتلقى تساقطات معدلها لا يقل عن 60 مم. 
 يوجد هذا المناخ غالبا في حدود خطي العرض 0° و10° شمالا وجنوباً، لكن في بعض مناطق السواحل الشرقية يمكن أن يصل إلى 26° بعيدا عن خط الإستواء.
- أمثلة:
  - أبيا، ساموا
  - بوغور، إندونيسيا
  - دافاو، الفلبين
  - كوشينغ، ماليزيا
  - إنيسفيل، أستراليا
  - باراماريبو، سورينام
  - كيبدو، كولومبيا
  - راتنابورا، سريلانكا
  - سنغافورة
  - هيلو، هاواي، و.م.أ

### مناخ مداري موسمي
المناخ المداري الموسمي (Am) هو نوع شائع من المناخات في جنوب آسيا وجنوب شرقها وجنوب ووسط أمريكا، ومناطق في أفريقيا وأستراليا. يغلب على هذا المناخ طابع الرياح الموسمية التي تغير اتجاهها تبعا للفصل. تقل التساقطات في الشهر الجاف حيث لا تتعدى 60 مم، بينما تتعداه في الشهور الأخرى.
- أمثلة:
  - أبيدجان، ساحل العاج
  - كيرنز، كوينزلاند، أستراليا[3]
  - شيتاغونغ، بنغلاديش
  - جاكارتا، إندونيسيا
  - ماكابا، أمابا، البرازيل
  - ميامي, الولايات المتحدة الأمريكية
  - بورت هاركورت، نيجيريا
  - يانغون، ميانمار

### مناخ مداري قاري
المناخ المداري القاري أو مناخ السافانا المداري (Aw) هو المناخ الذي يملك فصلا جافا حقيقة. لا تتعدى تساقطات الشهر الأكثر جفافا الـ60 مم.
- أمثلة: 
  - ديلي، شرق تيمور
  - فورتاليزا، سيارا، البرازيل
  - غويانا، غوياس، البرازيل
  - هو تشي منه، فيتنام
  - هونولولو، هاواي، الولايات المتحدة الأمريكية[4]
  - بورت أو برنس، هايتي
  - ريو دي جانيرو، البرازيل

### استثناءات
نظرا لعدة أسباب بعض المناطق قرب المدارين ليس لديها مناخ مداري، مثل بعض الصحاري والمناطق الجبلية.
- أمثلة: 
  - الجزء الجنوبي للجزيرة العربية.
  - الصحراء الكبرى.
  - يمكن أن تكون بعض المناطق الجبلية عند المدارات مثل جبل كينيا باردة.

### مناخ شبه مداري
في شبه الجزيرة العربية، تعتبر بعض المناطق في شبه الجزيرة العربية شبه مدارية.
- أمثلة:
- الإمارات العربية المتحدة، الفجيرة، خورفكان
- سلطنة عمان، صلالة، محافظة ظفار العمانية

```
المملكة العربية السعودية
٬ 
جازان 
٬ 
منطقة جازان
```

اليمن٬ عدن ٬ محافظة عدن